# Vin de goutte
Le vin de goutte ou vin d'égouttage est le vin s'écoulant naturellement de la cuve dans laquelle le moût a subi une fermentation alcoolique.
Il est complémentaire[pas clair] du vin de presse.